# 橋本増治郎
橋本 増治郎（はしもと ますじろう、1875年（明治8年）4月28日 - 1944年（昭和19年）1月18日）は、愛知県額田郡柱村（現・岡崎市柱）出身の技術者・実業家。
日産自動車、ダットサン、いすゞ自動車の前身である快進社の創立者。

## 経歴

### 青年期
1875年（明治8年）4月28日、愛知県額田郡柱村19番（現・岡崎市柱6丁目）に生まれた。父は橋本斧吉、母はくらであり、増治郎は次男だった。生家は「大橋本」と呼ばれる旧家であり、兄の橋本松次郎は岡崎村会議員や岡崎村長を務めている。
羽根小学校、額田郡高等小学校（現・岡崎市立梅園小学校）を卒業すると、1891年（明治24年）に東京工業学校（現・東京工業大学）に入学し、1895年（明治28年）に工芸部機械科を卒業した。

### 技師時代
1896年（明治29年）には名古屋第三師団工兵第三大隊へ入隊し、1899年（明治32年）に満期除隊となった。1900年（明治33年）には住友工業に入社し、新居浜住友工業所機械課に勤務した。1902年（明治35年）2月17日には農商務省より海外実業練習生を発令され、4月にアメリカ合衆国に渡ってニューヨーク州オーバーンの蒸気機関製造工場であるマッキントッシュ社に入社した。アメリカではキャディラックとリンカーンの創業者であるヘンリー・リーランドと面会している。
1905年（明治38年）6月には日露戦争の応召を受けて帰国し、留守第三師団附任官に就任した。東京砲兵工廠技術将校として機関銃の改良を行い、軍事功労章を受けている。9月に召集解除となると、11月には合資会社越中島鉄工場の技師長に就任した。越中島鉄工場が買収されたことで、1907年（明治40年）12月には九州炭鉱汽船株式会社の技師となり、崎戸炭鉱所長として2鉱を着炭させた。このとき九州炭鉱汽船の社長を務めていたのが田健治郎、役員を務めていたのが竹内明太郎である。

### 自動車開発
1908年（明治41年）10月には森本とゑと結婚した。妻の生家は上山藩の武家だった森本家である。同年9月には柱町の綿積神社に社名標を寄進している。
橋本は着炭功労金1200円を元手に、日本国内工業力の強化を目的として国産自動車産業発足を企図した。1911年（明治44年）7月1日、東京府豊多摩郡渋谷町麻布広尾88番地（現・東京都渋谷区広尾5丁目）に快進社自働車工場を創業した。田健治郎や竹内明太郎に加えて、同郷で逓信省技師の青山禄郎などが橋本の支援者となった。自動車修理や輸入車の組立販売の傍らで国産自動車の開発にも力を入れ、1913年（大正2年）10月にはダット号の製造に成功した。
1916年（大正5年）4月には工業視察のために再びアメリカ合衆国に渡った。1917年（大正6年）1月には小松鉄工所（現コマツ）の初代所長を兼務した。1918年（大正7年）には株式会社快進社の取締役社長に就任した。1923年（大正12年）には豊島園と目白の間で乗合自動車の営業を始めた。1925年（大正14年）には株式会社快進社を合資会社ダット自動車商会に変更して組織を縮小し、代表社員となった。1926年（大正15年）には実用自動車製造株式会社と合併してダット自動車製造株式会社に改称し、専務取締役となった。

### 晩年
1930年（昭和5年）3月には小石川区白山下に営業所を設け、団体タクシーの営業を開始した。1931年（昭和6年）6月にはダット自動車製造株式会社を辞職し、経営権を鮎川義介率いる戸畑鋳物株式会社に譲った。1933年（昭和8年）5月、目白に武蔵野モーター研究所を開設した。
晩年には「私の一生はタネ蒔きに終わった。私はタネを蒔きそれを育てた。だが、実ったものは刈り取ることが出来なかった」と語っている。1944年（昭和19年）1月18日に死去した。68歳没。墓所は多磨霊園（20区1種36側）および岡崎市針崎町の勝鬘寺。
1970年（昭和45年）、NHK銀河ドラマとして「一号車よ、走れ!」が放送された。快進社を創立した橋本増治郎をモデルとして、国産自動車の製造に人生を賭けた先駆者の苦悩と情熱を描いたドラマである。

## 顕彰
- 岡崎市名誉市民 - 1961年（昭和36年）7月1日[5]
- 日本自動車殿堂 - 2002年（平成14年）